# Phyprosopus pallens
Phyprosopus pallens är en fjärilsart som beskrevs av Barnes och Mcdunnough 1911. Phyprosopus pallens ingår i släktet Phyprosopus och familjen nattflyn. Inga underarter finns listade i Catalogue of Life.